# Міяли (Кзилкогинський район)
Міяли́ (каз. Миялы) — село, центр Кзилкогинського району Атирауської області Казахстану. Адміністративний центр та єдиний населений пункт Міялинського сільського округу.
Населення — 7569 осіб (2021; 6473 у 2009, 6034 у 1999, 5303 у 1989).